# 休姆斯頓 (愛荷華州)
休姆斯頓（英語：Humeston）是一個位於美國愛荷華州韋恩縣的城市。

## 地理
休姆斯頓的座標為40°51′32″N 93°29′51″W / 40.85889°N 93.49750°W，而該地的平均海拔高度為337米（即1106英尺）。

## 人口
根據2010年美國人口普查的數據，休姆斯頓的面積為1.61平方千米，當中陸地面積為1.58平方千米，而水域面積為0.03平方千米。當地共有人口494人，而人口密度為每平方千米306人。